# 輝聯配運控股
輝聯配運控股有限公司，簡稱輝聯配運控股（英語：Freight Links Express Holdings Limited，SGX：F01），在1981年由林迪贤（在2001年由於觸犯新加坡上市公司法令，包括涉嫌提供虛假，以及錯誤資料，而被董事會勒令罷免主席職務）創立。
專門在新加坡、香港、中國內地、中東、泰國、馬來西亞，以及澳大利亞地區經營库存控制管理、仓储和配送、集装箱和常规运输、货运代理以及集装箱货运站业务。
而總部位於51 Penjuru Road #03-00 Freight Links Express Logisticentre Singapore 609143。股份在1995年8月3日於新加坡交易所創業板（凱利板前身）上市，直至在1998年2月2日轉在主板上市。另外，當時旗下輝聯配運集團 (香港) 有限公司，曾在香港交易所上市，後來已在2000年5月23日除牌。
現時由柯建強為首席執行官，董事長為柯福賜。

## 連結
- FreightLinks.net （页面存档备份，存于）